# Rada (Fluss)
Die Rada ist ein kleiner, linker Zufluss des San in Polen.

## Geografie
Der 28 Kilometer lange Bach entspringt bei dem Dorf Ujkowice in der Landgemeinde Przemyśl, fließt in nordnordöstlicher Richtung ab und mündet bei Radymno in den San. Das Einzugsgebiet wird mit 140 km² angegeben.